# Seznam evangeličanskih cerkvenih občin v Sloveniji
Seznam evangeličanskih cerkvenih občin Augsburšeke veroizpovedi v Sloveniji. Večina občin se nahaja v Prekmurju, to je 10, tri pa izven, in sicer Apače, Ljubljana in Maribor.
1. Apače
2. Bodonci
3. Domanjševci
4. Gornji Petrovci
5. Gornji Slaveči
6. Hodoš
7. Križevci
8. Lendava
9. Ljubljana
10. Maribor
11. Moravske Toplice
12. Murska Sobota
13. Puconci